# Episodi di Fantasy Island (serie televisiva 2021) (prima stagione)
La prima stagione della serie televisiva Fantasy Island, composta da dieci episodi, è stata trasmessa negli Stati Uniti per la prima volta dall'emittente Fox dal 10 agosto al 23 dicembre 2021.
In Italia la stagione è andata in onda sul canale satellitare Sky Serie dal 24 gennaio al 21 febbraio 2022.
| nº | Titolo                              | Prima TV USA      | Prima TV Italia  |
| -- | ----------------------------------- | ----------------- | ---------------- |
| 1  | Hungry Christine/Mel Loves Ruby     | 10 agosto 2021    | 24 gennaio 2022  |
| 2  | His and Hers/The Heartbreak Hotel   | 17 agosto 2021    | 24 gennaio 2022  |
| 3  | Quantum Entanglement                | 24 agosto 2021    | 31 gennaio 2022  |
| 4  | Once Upon a Time in Havana          | 31 agosto 2021    | 31 gennaio 2022  |
| 5  | Twice in a Lifetime                 | 7 settembre 2021  | 7 febbraio 2022  |
| 6  | The Big Five Oh                     | 12 settembre 2021 | 7 febbraio 2022  |
| 7  | The Romance & The Bromance          | 14 settembre 2021 | 14 febbraio 2022 |
| 8  | Día de los Vivos                    | 19 settembre 2021 | 14 febbraio 2022 |
| 9  | Welcome to the Snow Globe: Part One | 23 dicembre 2021  | 21 febbraio 2022 |
| 10 | Welcome to the Snow Globe: Part Two | 23 dicembre 2021  | 21 febbraio 2022 |